# Abraham Leijonhufvud
För andra betydelser, se Abraham Leijonhufvud (olika betydelser).
Broder Abraham Leijonhufvud, född 31 mars 1823 i Örebro, död 31 augusti 1911 i Hedvig Eleonora församling, Stockholms stad, var en svensk friherre, sjöminister och generallöjtnant. Han var far till Broder Sten A:son Leijonhufvud.

## Biografi
Leijonhufvud genomgick Krigsakademien på Karlberg och utnämndes 1842 till underlöjtnant vid dåvarande Ingenjörkåren.  År 1855 blev han kapten där och var sedan mars 1868 tillika överstelöjtnant i armén, då han den 4 juli samma år utnämndes till generalmajor och chef för kåren, vilken året förut återfått sitt gamla namn Fortifikationen.
Från 14 januari 1870 till 23 december 1874 var Leijonhufvud statsråd och chef för Sjöförsvarsdepartementet och återgick sedan till chefskapet över Fortifikationen. År 1881 blev han inspektör för militärläroverken (till 1888), generallöjtnant i armén och militär ledamot i Högsta domstolen (till 1893); 1890–1905 var han ordförande i direktionen över arméns pensionskassa. År 1891 lämnade han chefskapet för Fortifikationen.
Leijonhufvud deltog från 1856 i de sista ståndsriksdagarna, var 1866 ordförande i statsrevisionen och satt 1876–84 i riksdagens andra kammare som en av Stockholms stads representanter. På hösten 1884 omvaldes han ej i Stockholm, men blev av Kopparbergs läns landsting invald i första kammaren, vilken vid 1885 års riksdag insatte honom i statsutskottet. År 1893 lämnade han sin plats i första kammaren. Åren 1884 och 1890 var han adelsmötets ordförande. Sedan 1859 var han ledamot av Krigsvetenskapsakademien och sedan 1872 hedersledamot av Örlogsmannasällskapet.
Åren 1880–93 var Leijonhufvud ordförande i direktionen över Gymnastiska centralinstitutet. Han var dels ledamot, dels ordförande i en mängd militära kommittéer, bland annat lantförsvars-, befästnings- och härordningskommittéerna 1861, 1864, 1867, 1868, 1876, 1878, 1882, 1884 och 1890 samt kommittén för granskning av inskriptioner på fanor och standar 1888; han var även ordförande i kommittén angående elektriska ledningar 1888 och adjungerad ledamot i riksdagshusbyggnadskommittén 1889–94. Han fick även åtskilliga såväl kommunala som enskilda uppdrag av olika art. Han var bland annat ordförande i styrelsen för Stockholms Nya Spårvägs AB 1876–1902.
Leijonhufvud åtnjöt stort anseende som militär samt framhöll vid kommittéarbeten och riksdagsförhandlingar eftertryckligt behovet av ett starkare försvar. Till försvars- och skattefrågornas sammankoppling var han en avgjord motståndare. I tullstriden på 1880-talet tillhörde han frihandlarna, och i unionsfrågan påyrkade han tillmötesgående mot norrmännen, dock med förbehåll av Sveriges rätt och intressen.

## Galleri

Abraham Leijonhufvud 1881.